# Nepenthes ventricosa
Nepenthes ventricosa ist eine fleischfressende Pflanze aus der Gattung Kannenpflanzen (Nepenthes). Sie wurde 1837 vom spanischen Botaniker Francisco Manuel Blanco erstbeschrieben. Das Artepitheton ventricosa ist dem lateinischen Wort „ventricosus“ entlehnt, welches „dickbäuchig“ bedeutet und auf die charakteristische Form der Kannen anspielt.

## Beschreibung
Nepenthes ventricosa ist ein immergrüner Halbstrauch, der entweder terrestrisch oder epiphytisch lebt und sich durch kletternden Wuchs auszeichnet. Die Stängel können dabei bis zu sechs Meter lang werden. Im Alter verholzt die Pflanze und treibt aus dem Holz oft zahlreiche Jungtriebe aus. Die wechselständig angeordneten Laubblätter von Nepenthes ventricosa sind schmal-lanzettlich. Sie besitzen eine glatte, ledrige Oberfläche und können ihr Flächenvolumen den Lichtverhältnissen ihrer Umgebung anpassen (je sonniger es wird, umso gedrungener fallen die Blattspreiten aus).

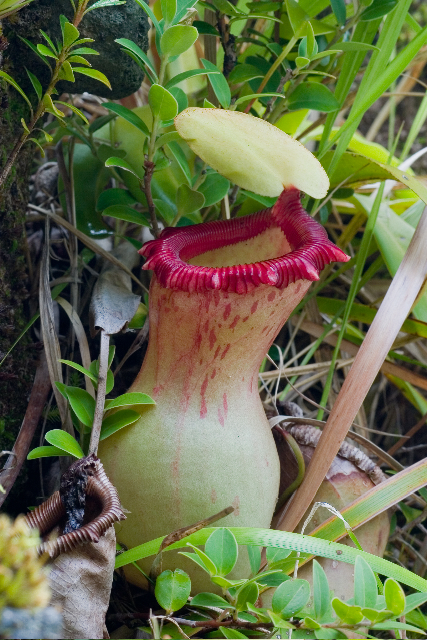
Bodenkanne von Nepenthes ventricosa am Mayon

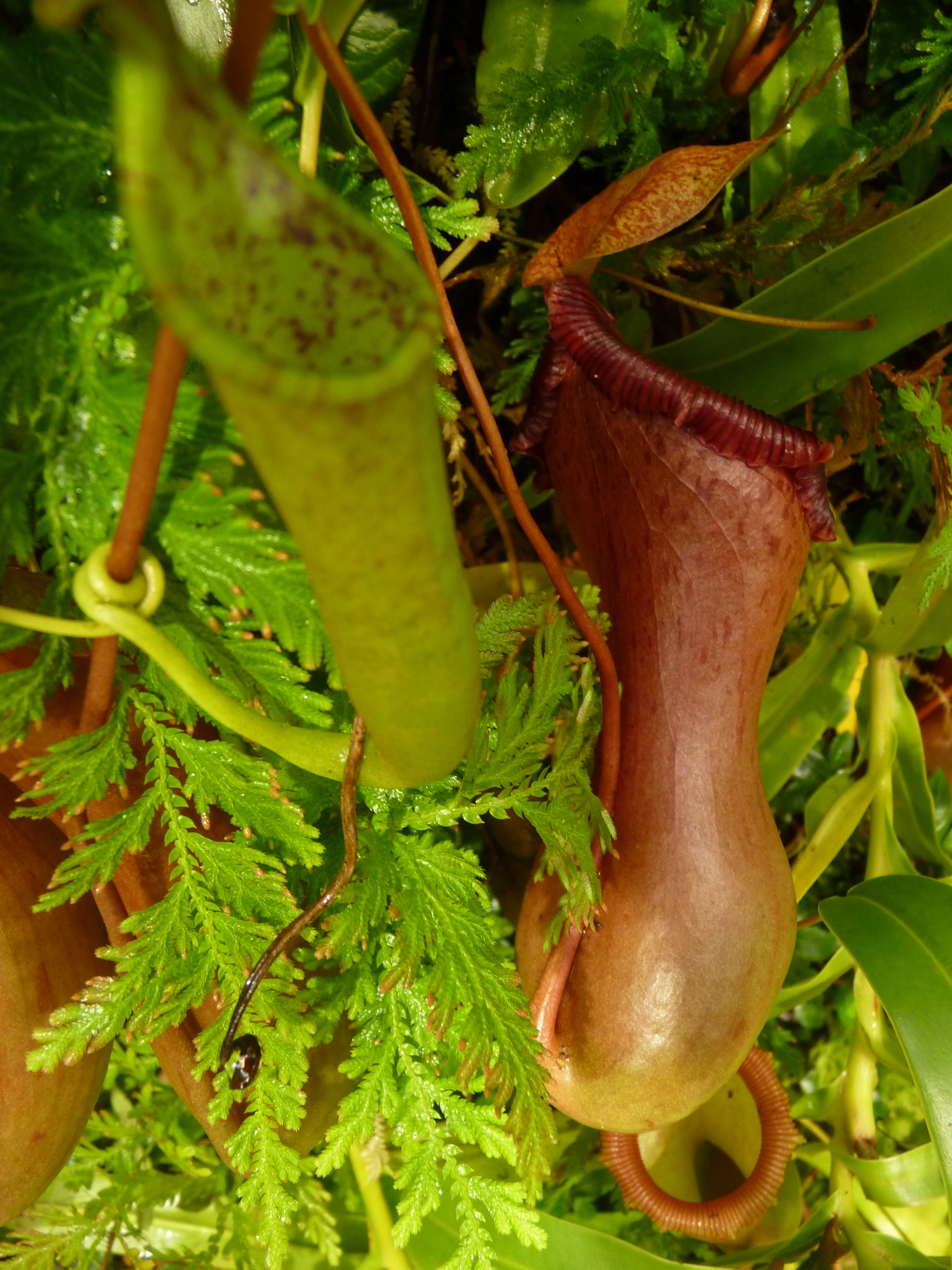
Luftkanne von Nepenthes ventricosa im Gewächshaus

Die Kannen von Nepenthes ventricosa sind im oberen Drittel trichterförmig, im unteren Teil hingegen auffallend beutelförmig gebaucht. Das Peristom ist recht schmal und weist typische „Zacken“ auf, ähnlich dem äußeren Rand eines Zahnrades. Der Deckel ist zungenförmig und meist stark nach hinten geneigt. Die Färbung der Kannen ist lichtabhängig, bei voller Sonne werden sie scharlachrot.

### Blütenstände und Blüten
Nepenthes ventricosa ist zweihäusig getrenntgeschlechtig (diözisch), die weibliche und männliche Blüten befinden sich also auf verschiedenen Pflanzen. Wie die meisten ihrer Verwandten bildet auch Nepenthes ventricosa rispige Blütenstände (Infloreszenzen) aus. Die eingeschlechtigen Blüten besitzen fünf Blütenhüllblätter, die grünlich oder – bei vollem Sonnenlicht – dunkelbraun sein können.

## Verbreitung
Nepenthes ventricosa ist überwiegend in Südostasien beheimatet, besonders auf den Philippinen und in Malaysia. Sie lebt in nebelverhangenen Bergwäldern in Höhenlagen bis 2000 Metern.

## Hybriden vonNepenthes ventricosaals Zierpflanze

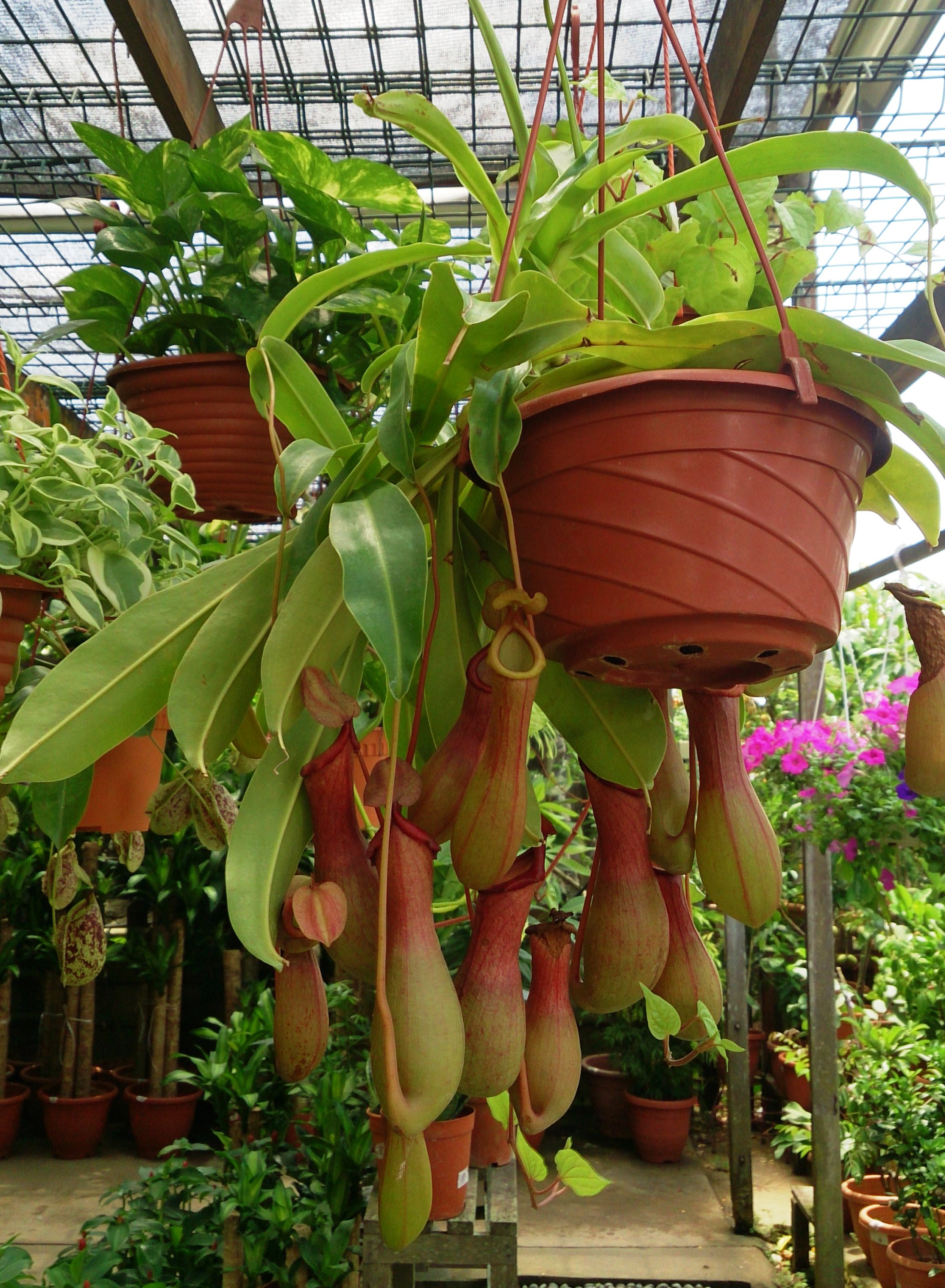
Nepenthes × ventrata

Aufgrund ihrer Anspruchslosigkeit sind Hybriden von Nepenthes ventricosa beliebte Zier- und Sammlerpflanzen. Sie werden in vielen Baumärkten und Gartencentern entweder als Jungpflanze im Topf oder als pinzierte Ampelpflanze angeboten. Meist handelt es sich hierbei um Nepenthes ventricosa × alata, obwohl die Pflanzen meist als „reine“ Nepenthes ventricosa oder Nepenthes alata gekennzeichnet sind. Die Naturhybride Nepenthes ventricosa × alata wird auch als Nepenthes × ventrata bezeichnet.
Die Kulturhybride Nepenthes lowii × N. ventricosa ist auch als N. × briggsiana bekannt.